# Isola di Nelson
L'isola di Nelson è un'isola situata nella baia di Abū Qīr, al largo di Alessandria d'Egitto. Si tratta di un luogo di svago locale. Qui si trovano anche alcune tombe risalenti all'epoca delle guerre napoleoniche. L'isola prende il nome da Horatio Nelson, famoso ammiraglio britannico.

## Storia
Nel 2000, l'archeologo italiano Dr. Paolo Gallo ha scoperto una serie di tombe sull'isola. Ulteriori ricerche (in collaborazione con lo storico britannico Nick Slope) hanno stabilito che le tombe risalgono alla Battaglia del Nilo del 1798.